# Dans un vieux rock 'n' roll (chanson)
Pour l'album, voir Dans un vieux rock 'n' roll.
Singles de William Sheller
La Fille de Montréal / Photos-souvenirs
(1975) Le Carnet à spirale
(1976)
Dans un vieux rock 'n' roll est une chanson écrite, composée et interprétée par William Sheller paru sur l'album du même nom en 1976. Elle est sortie en tant que premier single de l'album en 1976.

## Paroles et composition
Une chanson dans le style des années 1960 basée sur un anatole (suite d'accords musicaux conventionnels, abondamment utilisé dans de nombreuses chansons - dans ce cas précis, do/la mineur/fa/sol) -  et dotée d'un tempo revenant comme un battement sourd.
« Serre la main d'un fou que rien ne raisonne », tiré du texte de la chanson, est un clin d'œil à Johnny Hallyday, dont la chanson Serre la main d'un fou — une adaptation en français par Jil et Jan du titre américain Shake the Hand of a Fool de Margaret Singleton (en) — connut le succès en 1962.

## Sortie et historique

### Face B
La face B originale du single était Saint-Exupéry Airway et devait faire partie de l'album Dans un vieux rock'n'roll, mais a rapidement été retiré des ventes sur plainte des héritiers de l'écrivain Antoine de Saint-Exupéry. Le single a été ressorti avec en face B le titre Joker, Poker. La composition de Saint-Exupéry Airway sera reprise avec des paroles modifiées dans la chanson Flash Assurance limitée qui sera incluse dans l'album Symphoman de 1977.

## Accueil commercial
Le titre, sorti en 45 tours en 1976,  connut un certain succès en se vendant à plus de 100 000 exemplaires) et lorsque Sheller sort cette chanson « de ses fonds de placards » à la fin d'un concert trente ans plus tard, il explique avec humour qu'elle lui rappelle l'époque lointaine « où je me faisais des brushings pour aller chez Guy Lux ».

## Classements hebdomadaires
| Classement (1976)                       | Meilleure position |
| --------------------------------------- | ------------------ |
| Belgique (Wallonie Ultratop 50 Singles) | 30                 |
| France (IFOP)                           | 23                 |

### Note
1. ↑  Saint-Exupéry Airway était la face B originale mais a été remplacée par le titre Joker, Poker